# 한싹
한싹(Hanssak)은 대한민국의 망 연계 솔루션 전문 기업이다. 본사는 서울특별시 구로구 구로동 182-4번지 대륭포스트타워 3차 401호에 위치해 있으며 대표이사는 이주도이다.

## 사업
1992년에 한싹시스템으로 설립하였으며 망간자료전송 솔루션, 패스워드 관리, 시스템접근제어, 통합보안관제 등의 사업을 한다.

## 상장
2023년 10월 4일에 주관사를 KB증권으로 공모가 1만 2천500원(희망 공모가 밴드 8,900~11,000원)에 코스닥 상장을 하였다

## 같이 보기
- 샌즈랩
- 모니터랩
- 인피니티밴드

## 참고문헌
1. ↑  한싹 주가 장중 19%대 상승, 모니터랩과 홈네트워크 보안 시장 진출 소식에, 비즈니스 포스트, 2023년 11월 23일
2. ↑  한싹, 4일 코스닥 상장... 글로벌 보안기업 향한 도약 선포, 보안뉴스, 2023년 10월 4일
3. ↑  한싹 "탄탄한 실적 기반으로 하반기 상장…AI 투자 집중", 지디넷코리아, 2023년 5월 9일